# 텔러-울람 설계

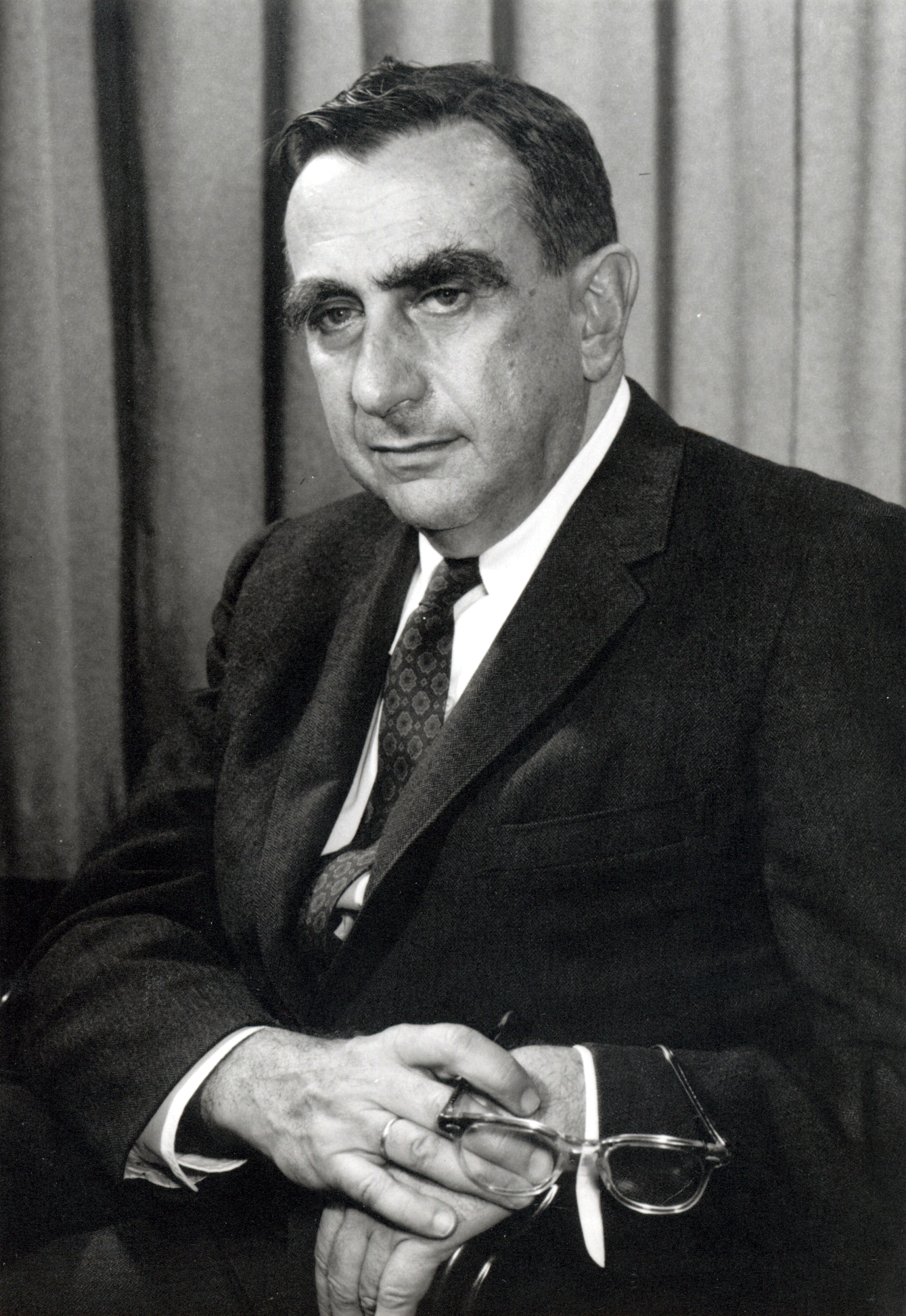
수소폭탄의 아버지인 물리학자 에드워드 텔러와 수학자 스타니스와프 울람이 1951년 텔러-울람 디자인을 개발했다.

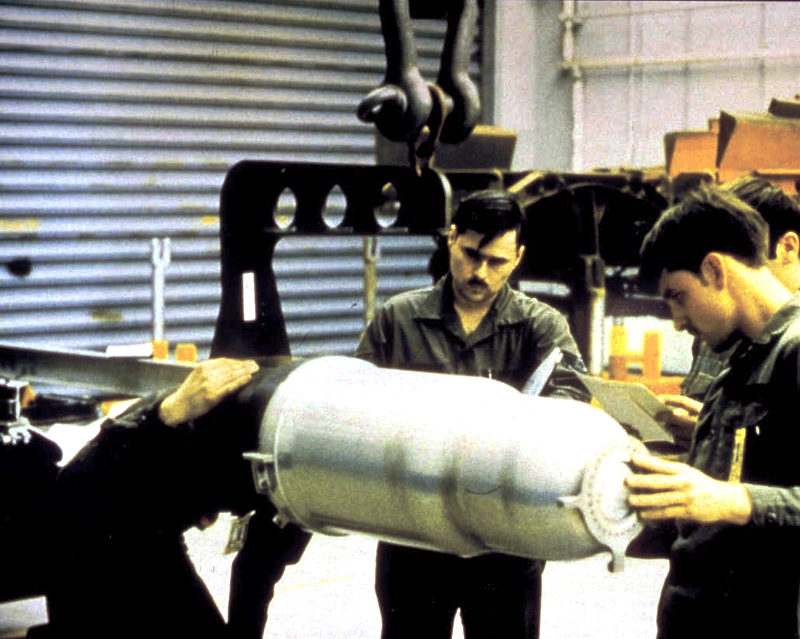
텔러 울람 디자인을 채택한 W80 핵탄두는 토마호크 미사일에 장착되는 수소폭탄이다.

텔러-울람(Teller–Ulam)은 핵탄두 디자인의 하나이다. 보통 "수소 폭탄 디자인"이라고 부르며, 미국에서 1951년, 소련에서 1953년에 개발되었다. 명칭은 개발자인 물리학자 에드워드 텔러와 수학자 스타니스와프 울람의 이름을 땄다. 에드워드 텔러는 수소폭탄의 아버지로 불린다.
울람은 에드워드 텔러가 제시했던 수소폭탄의 모형이 불충분하다는 것을 지적하고 더 나은 방법을 개발했으며, 말년에는 핵 펄스 추진(nuclear pulse propulsion)을 발명했다. 그는 이를 그의 발명 중 가장 자랑스러운 것이라고 밝혔다.
텔러 울람은 다단계 핵폭탄이다. 1단계 핵폭발의 에너지를 2단계 핵폭발의 에너지로 증폭시키는 방식이다. 현재 3단계 핵폭탄인 W88 핵탄두가 실전배치되어 있다. 6단계 핵폭탄도 가능한데, TNT 환산으로 기가톤급 폭발력을 낼 수 있다고 여겨진다.
텔러-울람 설계와 같이 단계적으로 설계된 열핵무기의 경우, 핵물질만 충분하다면 이론상 가능한 핵출력은 제한이 없다. 그러나 핵출력의 규모가 커지면 탄두의 질량과 크기도 그만큼 커져서 운반하기 곤란해지고, 목표물을 파괴하는 것을 한참 초과하는 위력의 핵무기는 득보다 실이 많기 때문에, 전술적·전략적 효용성을 고려해 과도한 핵출력의 핵무기는 실전용으로 제작되지 않는다.

## 북한
핵폭탄 개발은 핵분열핵폭탄, 수소폭탄(열핵융합탄), 소형핵탄두 개발의 3단계를 취한다. 핵폭탄 개발에 성공한 나라들은 대부분 3년 내에 수소폭탄 개발에도 성공했다. 2006년 10월 9일 북한은 1차 핵실험에 성공했다.
2007년 4월 25일 인민군 창건일에, 북한은 무수단 미사일을 최초로 공개했다. 무수단은 소련 잠수함 발사형 미사일 R-27(SS-N-6)이 폐기되는 과정에서 북한이 고철로 구매, 분석한 뒤 역설계를 하여 자체 생산한 것이다. 사정거리 3000km이며 함경남도에 실전배치되었다. 이란에도 수출됐다.
국방기술품질원 기술정보센터 한상순 책임연구원은 무수단 미사일은 사거리 3000∼4000km로 길이 12∼18.9m, 직경 1.5∼2m이며 2009년 기준으로 50발이 배치됐다고 설명했다. 소련은 1950년대 말부터 60년대에 걸쳐 R-27(SS-N-6)을 개발했으며, 북한은 1990년대 말에 개발에 착수해 2005년에 완성했다.
소련 R-27은 소형핵탄두만을 장착하는 핵미사일이며, 재래식 탄두는 사용하지 않는다. 북한이 무수단을 실전배치 하였다는 것은, 소형핵탄두가 장착되었다는 의미이다.

## 같이 보기
- 체체 프라이머리 디자인
- 파이썬 프라이머리 디자인
- 로빈 프라이머리 디자인